# Gaufre de Bruxelles
Pour les articles homonymes, voir Bruxelles (homonymie).
La gaufre de Bruxelles (par extension « gaufre belge ») est une grande gaufre rectangulaire, très aérienne dont la recette fut créée au XVIIIe siècle. Celle-ci se mange chaude et peut être servie avec de la crème chantilly ou du sucre impalpable.

## [1]Recette
Les gaufres de Bruxelles sont faites d'une pâte souple à base de farine de blé, levure, sucre, lait, eau, beurre, sel et blancs d’œufs battus en neige. Elles sont cuites dans un fer à très larges mailles et servies bien chaudes et croustillantes. 

### Les gaufres belges de Brooklyn

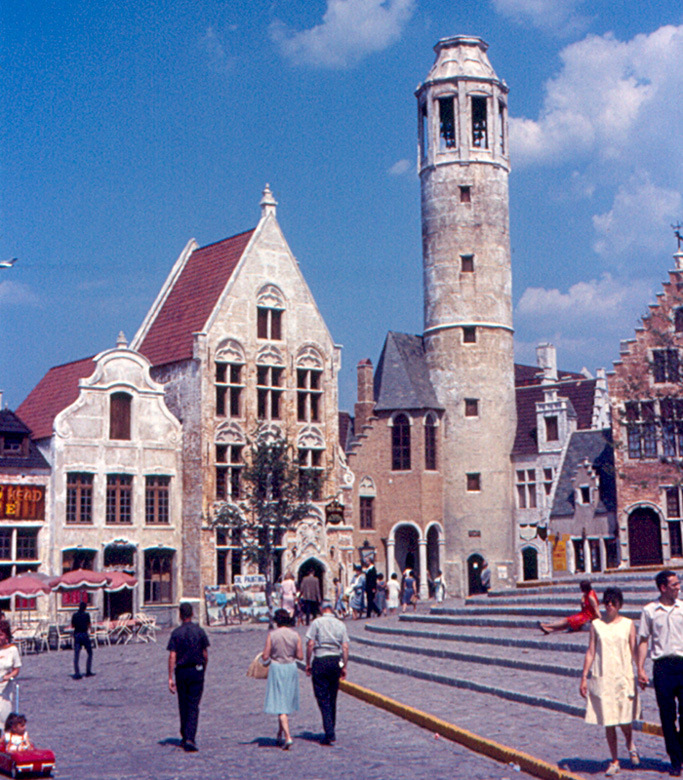
Le village belge à la Foire internationale de New York, où les gaufres de Bruxelles, les Belgian waffles, sont devenues populaires en 1964, à New York.

Dans le film Brooklyn Boogie (Blue in the Face) réalisé par Paul Auster et Wayne Wang, en 1995, avec Harvey Keitel dans le rôle d'un épicier buraliste, les gaufres belges sont un thème récurrent dans des dialogues totalement décalés Lily Tomlin s'adressant à Victor Argo :

« Say, Vinny, they don't still make those Belgian waffles, do they? Ah, man! What I wouldn't give to sink my teeth into a Belgian waffle! Two scoops of pistachio ice cream, some bananas on top. Hmph. Boy, do I miss those things. […] A day in Brooklyn just wouldn't be complete without stopping in for a Belgian waffle. »

« Dis-moi, Vinny… Ils font toujours des gaufres belges ? Qu'est-ce que je donnerais pour enfoncer mes dents dans une gaufre belge ! Avec de la glace à la pistache et des rondelles de banane ! Qu'est-ce que ça me manque […] Une journée à Brooklyn serait incomplète sans s'arrêter pour une gaufre belge. »

Un interlocuteur anonyme prend la parole dans le film et fait la sociologie de la gaufre belge à Brooklyn : 

« La culture des gaufres en Belgique est, euh, est complexe. Les gaufres sont généralement faites en une fournée et on les mange froides. On ne les mange pas au petit déjeuner, mais comme des biscuits ou quelque chose […] du pain aux raisins. Ils sont pour ce genre de nourriture. On les mange avec le café, l'après-midi. La gaufre belge qu'on connaît ici, avec plein de fraises et de chantilly, est quelque chose qui ne manque jamais d'ébahir les Belges. Les Belges aiment assez les gaufres belges (américaines), mais à leurs yeux, elles sont incontestablement américaines. Elles ont un côté “superproduction hollywoodienne” et ce genre de surenchère n'est pas très belge. »

Plus tard dans le film :

« You want a Belgian waffle, go to Belgium. »

Les gaufres belges (en:Belgian waffle), en fait des gaufres de Bruxelles, furent introduites aux États-Unis par le restaurateur Maurice Vermersch, qui vendit ses gaufres de Bruxelles sous l'appellation Bel-Gem Waffles à la Foire internationale de New York en 1964-1965. Les New-Yorkais les consomment avec des fraises et de la crème chantilly.